# Эхо (книга)
«Эхо» — седьмая книга стихов Михаила Кузмина. Содержит стихи 1915—1920 годов и включает в себя в качестве отдельных стихотворений отрывки из пьес Кузмина.
Единственное издание книги при жизни автора было осуществлено издательством А. Я. Головина в 1921 году с его же иллюстрациями. Сборник критиковался по выходе за «хлебниковщину».
Сборник состоит из четырёх частей:
1. Предчувствия
2. Лики
3. Чужая поэма
4. Кукольная эстрада